# Спортивна гімнастика на літніх Олімпійських іграх 2012 — Опорний стрибок (жінки)
Змагання в опорних стрибках у рамках турніру зі спортивної гімнастики на літніх Олімпійських іграх 2012 року відбулись 5 серпня 2012 року на Північній арені Гринвіча.

## Медалісти
| Золото                  | Срібло                | Бронза               |
| Сандра Ізбаша · Румунія | Маккейла Мероні · США | Марія Пасека · Росія |

## Фінал
| Місце | Гімнастка               | 1-ий стрибок | 1-ий стрибок | 1-ий стрибок | 1-ий стрибок | 2-ой стрибок | 2-ой стрибок | 2-ой стрибок | 2-ой стрибок | Сума   |
| Місце | Гімнастка               | Склад- ність | Вико- нання  | Сбавка       | Сума         | Склад- ність | Вико- нання  | Сбавка       | Сума         | Сума   |
| ----- | ----------------------- | ------------ | ------------ | ------------ | ------------ | ------------ | ------------ | ------------ | ------------ | ------ |
|       | Сандра Ізбаша (ROU)     | 6.100        | 9.283        |              | 15.383       | 5.800        | 9.200        |              | 15.000       | 15.191 |
|       | Маккейла Мероні (USA)   | 6.500        | 9.666        | 0.3          | 15.866       | 6.100        | 8.200        |              | 14.300       | 15.083 |
|       | Марія Пасека (RUS)      | 6.500        | 8.900        |              | 15.400       | 5.600        | 9.100        |              | 14.700       | 15.050 |
| 4     | Янін Бергер (GER)       | 6.300        | 8.833        |              | 15.133       | 6.000        | 8.900        |              | 14.900       | 15.016 |
| 5     | Оксана Чусовітіна (GER) | 6.300        | 8.800        |              | 15.100       | 5.500        | 8.966        |              | 14.466       | 14.783 |
| 6     | Ямілет Пенья (DOM)      | 7.100        | 7.566        | 0.1          | 14.566       | 5.800        | 8.666        |              | 14.466       | 14.516 |
| 7     | Бріттані Роджерс (CAN)  | 5.800        | 8.966        |              | 14.766       | 5.600        | 8.600        |              | 14.200       | 14.483 |
| 8     | Елізабет Блек (CAN)     | 0.000        | 0.000        |              | 0.000        | 0.000        | 0.000        |              | 0.000        | 0.000* |